# Papuacalia sandsii
Papuacalia sandsii là một loài thực vật có hoa trong họ Cúc. Loài này được D.J.N.Hind & R.J.Johns mô tả khoa học đầu tiên năm 2003.